# Zelená vlna (pořad)
Zelená vlna je rozhlasový pořad dopravního zpravodajství veřejnoprávního Českého rozhlasu a od roku 2009 i Slovenského rozhlasu (RTVS). Začátky vysílání sahají do 60. let 20. století, kdy tehdejší Československý rozhlas ve spolupráci s Veřejnou bezpečností informoval účastníky a návštěvníky spartakiád v Praze na Strahově.
Na regionální stanici Český rozhlas Regina, která je určená pro Prahu, byla do konce roku 2013 vysílána Bezstarostná jízda. Ta využívala stejně jako Zelená vlna informace zpravodajů z řad řidičů. Bezstarostná jízda na rozdíl od Zelené vlny přinášela podobně jako komerční stanice i informace o policejních hlídkách a radarech. Pořad Bezstarostná jízda, i přes jeho vysokou poslechovost a oblíbenost, byl bez náhrady zrušen ke konci roku 2013.
Vysílání pořadu je celodenní v půlhodinových intervalech, během ranní dopravní špičky každou čtvrt hodinu. Bezplatná telefonní linka 800 553 553.

## Historie
Začátkem sedmdesátých let Zelená vlna informovala řidiče o provozu v Praze při konání spartakiád. Od 29. září 1974 bylo zahájeno pravidelné vysílání oblastní Zelené vlny Československého rozhlasu, ve spolupráci s VB přinášela dopravní informace z Prahy a Středočeského kraje, postupně byly relace rozšířeny na celostátní rozhlasový okruh a obsáhly dopravní situaci z celého Československa – Zelená vlna Hvězdy.
V roce 1989 po rozpadu Armádní a bezpečnostní redakce Československého rozhlasu zaniklo dopravní zpravodajství ve vysílání. Během dělení Československého rozhlasu ochrannou známku Zelená vlna získal Český rozhlas. Zelená vlna byla ve své oblastní podobě prodána jedné pražské soukromé rozhlasové stanici. Obnovení dopravního vysílání přinesly až změny ve vedení Československého rozhlasu.
V devadesátých letech, v první polovině roku 1992 se zrodila nová redakce, která 1. července 1992 začala vysílat dopravní zpravodajství na celostátním i regionálním okruhu. Vzniklo Centrum dopravních informací Policie ČR, které nezávisle na Českém rozhlase provádí sběr dopravních informací. S osamostatněním regionálních stanic přešlo vysílání Oblastní zelené vlny do kompetence stanice Český rozhlas Regina. Celoplošné informace vysílá Český rozhlas Radiožurnál.
Od 13. října 2000 do 30. dubna 2005 je provozováno dopravní středisko Zelené vlny Českého rozhlasu a společnosti ABA v Praze-Kobylisích. Od 1. května 2005 návrat redakce do Českého rozhlasu do Prahy-Vinohradů. Zahájení činnosti dopravního střediska ve spolupráci se společností Global Assistance v Praze-Dolních Chabrech. Dochází k rozšiřování dopravního vysílání na většinu stanic ČRo.
Od 5. září 2013 je vysílání Zelené vlny na Radiožurnálu vysíláno 24 hodin denně: Před tím byly relace zařazovány pouze od rána do večera.
Od 14. listopadu 2016 je vysílání Zelené vlny výrazně pozměněno: rychlejší přísun dopravních informací posluchačům, rychlejší komunikace mezi studiem a call centrem, nový slogan „Zelená vlna – známe lepší cestu“, nový systém pro zadávání dopravních událostí.

## Informační zdroje
Hlavním zdrojem pro vysílání Zelené vlny je Centrum dopravních informací Policie ČR (CDI), které poskytuje aktuální zprávy z provozu na dálnicích a silnicích v Česku a na hlavních komunikacích v Praze, informace o uzavírkách a jiných dopravních omezeních (přeprava nadměrných nákladů, sportovní a společenské akce apod.) a v případě potřeby také informace z hraničních přechodů. Elektronickou poštou, telefonem či faxem přijímá Zelená vlna zprávy také od hasičů a dalších složek integrovaného záchranného systému, z referátů dopravy krajských úřadů nebo od pořadatelů různých akcí.
Dalším informačním zdrojem jsou řidiči, kteří volají přímo ze silnic tzv. zpravodajové zelené vlny. Jsou často prvními svědky dopravních nehod nebo jiných událostí, které výrazně zasahují do plynulosti silničního provozu. Zpravodajům zelené vlny slouží pro poskytování informací bezplatná telefonní linka 800 553 553, kterou pro Český rozhlas již neprovozuje Global Assistance. Linka je přístupná 24 hodin 7 dnů v týdnu, a tím jsou informace od řidičů zaznamenány do neveřejného redakčního systému pro vysílání na všech stanicích Českého rozhlasu.

## Vysílání
Na ČRo 1 – Radiožurnálu se v ranních a odpoledních službách střídají ve všední dny dva redaktoři, kteří vysílají relace Zelené vlny v čase 5.30 až 19.30. Ráno od půl šesté do devíti se Zelená vlna ozývá ve vysílání každou čtvrthodinu, od devíti do půl osmé večer každou půl hodinu. V případě mimořádné události vstupuje Zelená vlna do vysílání v mimořádných relacích. Na dopravním zpravodajství Českého rozhlasu se významnou měrou podílejí regionální stanice Českého rozhlasu, které vstupují do vysílání s aktuálními informacemi z daného regionu a města.
Takzvaná pražská Zelená vlna se vysílá ve všední dny v čase 6.15 až 10.30. V pátek pak ještě odpoledne od 15.30 do 19.00. V ranním vysílání se ale pražská Zelená vlna hlásí jen ve čtvrt a ve tři čtvrtě, po deváté hodině. Poslední relace je v 8.45, pak následuje další až v 9.30 a v 10.30 je poslední. Rozpojované relace, kdy se na frekvenci Radiožurnálu pro Prahu (94,6 MHz) vysílá relace pro hlavní město, mají standardně délku 40 sekund. Délka relace se řeší pomocí stopek, které spouští redaktor celostátní relace. Displej těchto stopek je jak v redakci celostátní relace tak ve vedlejší místnosti pražské redakce. Redaktoři se pak musí strefit do časového limitu a skončit přesně. Technik v režii slyší pouze pražské vysílání a ve chvíli, kdy redaktor pražské relace spustí ukončovací jingle, relaci ukončí. Celostátní relace je tak někdy useknutá nebo naopak končí probubláváním podkresu.

## Redaktoři a moderátoři Zelené vlny
Bohuslav Beneš, Václav Drážek, Milan Glista, Štěpán Janda (vedoucí redakce), Kateřina Jelenová, Jaroslav Koller, Pavel Malúš, Marie Marková, Dalibor Mrazík, Lukáš Müller, Michal Schoffer, Jakub Vodička (motohlídka).

## Slovensko

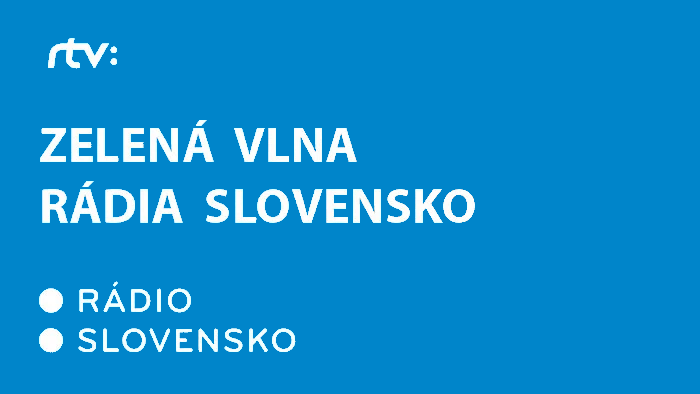
Logo Zelené vlny SRo

Po několika letech odebírání hotového dopravního servisu od externí firmy se vedení Slovenského rozhlasu rozhodlo vybudovat vlastní tým dopravního zpravodajství s cílem zabezpečit vyšší kvalitu informací, než jaké dokázal poskytnout externí dodavatel. Po získání licence pro využívaní názvu Zelená vlna na území Slovenska spustil vysílání pod tímto názvem 1. září 2009 na stanicích Rádio Slovensko, Rádio Regina, Rádio FM a Rádio Patria. Pořad je součástí slovenského Národního systému dopravních informací. Data pocházejí ze tří základních zdrojů: z agendových systémů (Policejní sbor SR, Národná diaľničná spoločnosť, Slovenská správa ciest, Hasičský a záchranný sbor, městské dopravní podniky), telematických systémů (dopravní kamery, snímače a sčítače dopravy, navigace Waze) a od dobrovolných zpravodajů z řad účastníků silničního provozu (Zelení anjeli).

## Polsko
Obdobná relace se v Polském rádiu nazývá Radio Kierowców (Rádio řidičů).